# Режиналду Рамірес
Режиналду Рамірес де Олівейра Альбертіно (порт. Reginaldo Ramires de Oliveira Albertino; нар. 25 квітня 2001, Олімпія) — бразильський футболіст, грає на позиції нападника, захищає кольори латвійського клубу «Рига».

## Ігрова кар'єра
Дорослу кар'єри Режиналду розпочав у команді «Греміо Озаску Аудакс».
У січні 2021 року на правах оренди Рамірес перейшов до клубу «Ред Булл Бразіл» у складі якого відіграв 16 матчів та відзначився п'ятьма голами.
У лютому 2022 року також на правах оренди перейшов до клубу «Понте-Прета». У серпні того ж року перебрався до Європи, де на правах оренди виступав за кіпрську команду «Акрітас Хлоракас».
У лютому 2023 року Режиналду підписав контрак на два роки з латвійським клубом «Рига». У складі рижан впродовж сезону відіграв дванадцять матчів та забив два голи.
У червні 2023 року на правах оренди перейшов до іншого латвійського клубу «Ауда». 25 червня зіграв дебютний матч проти клубу «Супер Нова», відзначившись дублем.
У лютому 2024 року Рамірес та клуб «Ауда» підписали контракт. 26 квітня 2024 року в матчі проти команди МЕТТА гравець відзначився хет-триком.
30 червня 2024 року Режиналду повернувся до складу «Риги». За підсумками сезону бразильський футболіст став найкращим бомбардиром чемпіонату маючи в своєму активі 25 м'ячів.

## Титули і досягнення
Індивідуальні
Найкращий бомбардир чемпіонату Латвії (1): 2024